# San Nicola dell’Alto
San Nicola dell’Alto község (comune) Calabria régiójában, Crotone megyében.

## Fekvése
A megye központi részén fekszik. Határai: Carfizzi, Casabona, Melissa és Pallagorio.

## Története
A település alapításáról nincsenek pontos adatok. A 15. században albán menekültek telepedtek le területén, akiket a törökök űztek el hazájukból. 1806-ig, amikor a Nápolyi Királyságban felszámolták a feudalizmust cosenzai nemesi családok birtoka volt. 1904-ig közigazgatásilag hozzátartozott Carfizzi.

## Népessége
A népesség számának alakulása:

## Főbb látnivalói
- San Michele Arcangelo-templom
- San Nicola-szentély
- San Domenico-templom
- San Nicola Vescovo-templom